# Tempesta del 29 d'agost de 2020 a Mallorca
La tempesta del 29 d'agost de 2020 a Mallorca fou una tempesta que es manifestà arreu de l'illa però especialment amb gran violència a la zona central de la Serra de Tramuntana. Provocà nombrosos danys materials i arrasà espectacularment grans zones de bosc, però no hi hagué ferits de gravetat. Meteorològicament, es tractà d'una borrasca que anà acompanyada d'un esclafit i un o dos caps de fibló, amb pluja abundant i pedres de gel de diàmetre considerable.
La zona més afectada foren els municipis de Banyalbufar i Esporles i, en menor mesura, Valldemossa; en concret, el temporal assolà la zona compresa entre la carretera que uneix Banyalbufar amb Esporles i la mar, particularment el nucli del Port del Canonge, com també el redol de Son Cabaspre. Tant la carretera de Banyalbufar com la del Port de Canonge romangueren tallades, la del Port durant dos dies, i totes dues localitats estigueren sense telecomunicació ni corrent fins que no s'hi feu arribar un generador. Pel que fa a les persones, una família i un grup de treballadors hagueren de ser rescatats, però no hi hagué ferits greus.
Entre els estralls causats hom hi compta, a més dels talls a la xarxa elèctrica i telefònica i a les carreteres, nombrosos despreniments de roques, marges caiguts, teules i finestres espanyades, destrossa a edificis de gran valor patrimonial (com ara l'església de Banyalbufar, la Baronia i les cases de Son Bunyola i Son Coll) i inundacions arreu que feren malbé les collites no tan sols de la zona de més impacte sinó de racons de tota l'illa. En concret, es perdé bona part de la producció de la vinya i l'oliva de la temporada, i molts d'hivernacles foren malmesos. A la zona de Banyalbufar, en funció de la propietat, hom calculà les pèrdues en la collita entre un 50% i un 90%. L'Ajuntament de Banyalbufar demanà la declaració de zona catastròfica, pero finalment no fou concedida.